# Александровка (Кировский район)
Алекса́ндровка — деревня в Назиевском городском поселении Кировского района Ленинградской области.

## История
Впервые упоминается в Писцовой книге Водской пятины 1500 года как деревня Гухта Корельская в Егорьевском Лопском погосте Ореховского уезда.
На карте Ингерманландии А. И. Бергенгейма, составленной по шведским материалам 1676 года, она обозначена как деревня Koribögta.
На шведской «Генеральной карте провинции Ингерманландии» 1704 года, составленной по материалам 1678 года, — как Kariabukta.
Как деревня Карна Укта она нанесена на «Географическом чертеже Ижорской земли» Адриана Шонбека 1705 года.
Деревня Карья Ухта отмечена на карте Санкт-Петербургской губернии 1792 года А. М. Вильбрехта.
На карте Санкт-Петербургской губернии Ф. Ф. Шуберта 1834 года она обозначена как деревня Александровка (Кориеухта), расположенная на Каменном ручье.

АЛЕКСАНДРОВКА (КОРИЕУХТА) — деревня принадлежит княгине Мещерской, число жителей по ревизии: 23 м. п., 22 ж. п. (1838 год)

Деревня Александровка (Кориеухта) отмечена также на карте профессора С. С. Куторги 1852 года.

АЛЕКСАНДРОВКА (КАРЬЯ УХТА) — деревня госпожи Сафоновой, по почтовому тракту и просёлочной дороге, число дворов — 22, число душ — 66 м. п. (1856 год)

Число жителей деревни по X-ой ревизии 1857 года: 57 м. п., 60 ж. п..

АЛЕКСАНДРОВКА (КОРИЕУХТА) — деревня владельческая при колодцах, число дворов — 31, число жителей: 58 м. п., 61 ж. п. (1862 год)

Согласно подворной переписи 1882 года в деревне проживали 28 семей, число жителей: 70 м. п., 60 ж. п.; разряд крестьян — собственники земли, а также пришлого населения 1 семья, 1 м. п., 2 ж. п..
В конце XIX — начале XX века деревня административно относилась к Путиловской волости 1-го стана Шлиссельбургского уезда Санкт-Петербургской губернии.
По данным «Памятной книжки Санкт-Петербургской губернии» за 1905 год деревня называлась Александровка (Кориеухта).
С 1917 по 1920 год деревня Александровка входила в состав Александровского сельсовета Путиловской волости Шлиссельбургского уезда.
С 1921 года в составе Валовщинского сельсовета. Согласно военно-топографической карте Петроградской и Новгородской губерний издания 1921 года деревня также называлась Александровка (Кориеухта).
С 1923 года в составе Ленинградского уезда.
Согласно данным переписи населения СССР 1926 года в деревне Александровка проживали 169 человек — большинство русские, а также эстонцы и евреи.
С февраля 1927 года в составе Мгинской волости, с августа 1927 года в составе Мгинского района.
В 1928 году население деревни Александровка также составляло 169 человек.
С 1930 года в составе Сассаровского сельсовета.
По данным 1933 года деревня называлась Александровка и входила в состав Сассарского сельсовета Мгинского района.

План деревни Александровка. 1941 год

Согласно топографической карте РККА 1941 года деревня насчитывала 35 дворов.
С 1954 года в составе Васильковского сельсовета.
В 1958 году население деревни Александровка составляло 23 человека.
С 1960 года в составе Волховского района.
С 1961 года в составе Назиевского поссовета.
По данным 1966 и 1973 годов деревня Александровка также находилась в подчинении Назиевского поссовета Волховского района.
По данным 1990 года деревня Александровка входила в состав Назиевского поссовета Кировского района.
В 1997 и 2002 годах в деревне Александровка Назиевского поссовета не было постоянного населения.
В 2007 году в деревне Александровка Назиевского ГП проживали 14 человек.

## География
Деревня расположена в северо-восточной части района на автодороге Карловка — Александровка, к юго-западу от центра поселения — посёлка Назия.
Расстояние до административного центра поселения — 7,5 км.
К северу от деревни проходит железнодорожная линия Мга — Волховстрой I.
К востоку от деревни протекает ручей Каменный.

## Демография
| 1862 | 2007 | 2010 | 2017 |
| ---- | ---- | ---- | ---- |
| 119  | ↘14  | ↘0   | ↗2   |